# 馬爾科姆 (阿拉巴馬州)
馬爾科姆（英語：Malcolm）是位於美國阿拉巴馬州華盛頓縣的一個非建制地區和人口普查指定地區。根據2010年美國人口普查，該地人口為187人，而該地的面積約為6.18平方千米。

## 地理
馬爾科姆的座標為31°11′29″N 88°00′27″W / 31.19139°N 88.00750°W，而該地最高點為海拔高度13米（即43英尺）。